# منصف الحداوی
منصف الحداوی (انگلیسی: Mouncif El Haddaoui؛ زادهٔ ۲۱ اکتبر ۱۹۶۴ – درگذشتهٔ ۱۵ آوریل ۲۰۲۴) بازیکن فوتبال سابق اهل مراکش بود. 
وی عضو تیم ملی فوتبال مراکش در جام جهانی فوتبال ۱۹۸۶ بوده است.